# Aimee Carrero
Pour les articles homonymes, voir Carrero.
Aimee Carrero, née le 15 juillet 1988 à Saint-Domingue, en République dominicaine, est une actrice américano-dominicaine.
Elle a été révélée en 2011 avec le rôle d'Angie dans le téléfilm Level Up ainsi que dans la série télévisée du même titre. Elle est principalement connue pour le rôle de Sofia Rodriguez dans la sitcom Young and Hungry.
Elle prête également sa voix à la princesse Elena dans la série d'animation Elena d'Avalor et à la guerrière She-Ra dans She-Ra et les Princesses au pouvoir.

## Biographie
Née à Saint-Domingue, Aimee Carrero grandit à Miami, en Floride

## Vie privée
Depuis 2016, Aimee Carrero est mariée au comédien Tim Rock[réf. nécessaire].

## Filmographie

### Cinéma

#### Longs-métrages
- 2009 : Alvin et les Chipmunks 2 (Alvin and the Chipmunks: The Squeakquel) de Betty Thomas : Emily
- 2014 : The Baby (Devil's Due) de Matt Bettinelli-Olpin et Tyler Gillett : Emily
- 2015 : Le Dernier Chasseur de sorcières (The Last Witch Hunter) de Breck Eisner : Miranda
- 2018 : Cher: SOS : Aimee Carrero  (clip)
- 2018 : The Portuguese Kid : Patti Dragonetti
- 2020 : Holidate : Carly
- 2020 : Wander Darkly : Shea
- 2022 : Mack & Rita : Sunita
- 2022 : Le Menu (The Menu) de Mark Mylod : Felicity
- 2022 : Spirited : L'Esprit de Noël (Spirited) de Sean Anders : Nora

#### Courts-métrages
- 2007 : Category 4 de Verena Faden : Alexandra
- 2007 : The Essential Man de Clark Splichal : Eva Stroheim
- 2010 : Never Winter de Moe Charif : Sam
- 2014 : Obituaries de Ryan Moody : Marie Sinclair
- 2017 : Yoshua de Matthew Castellanos : Maelle
- 2018 : Dylan de Cory Miller : Maritza

### Télévision

#### Téléfilms
- 2011 : Level Up: The Movie de Peter Lauer : Angie
- 2012 : Les Naufragés du lagon bleu (Blue Lagoon: The Awakening) de Mikael Salomon : Jude
- 2016 : Elena et le secret d'Avalor (Elena and the Secret of Avalor) de Jamie Mitchell : la princesse Elena Castillo Flores (voix)
- 2020 : Holidate

#### Séries télévisées
- 2009 : Mentalist (The Mentalist) : Cassie (saison 1, épisode 22)
- 2009 : Hannah Montana : Mia (saison 3, épisode 22)
- 2009 : Retour à Lincoln Heights (Lincoln Heights) : Sylvia Torres (saison 4, 4 épisodes)
- 2009 : Men of a Certain Age : Adriana (saison 1, épisode 3)
- 2010 : The Middle : une adolescente vendeuse (saison 1, épisode 12)
- 2010 : Greek : Sunny (saison 3, épisode 16)
- 2011 : Zeke et Luther (Zeke and Luther) : Tasha (saison 3, épisode 11)
- 2012-2013 : Level Up : Angie (principale)
- 2012 : BlackBoxTV  : Emily (saison 3, épisode 1)
- 2014 : Baby Daddy : Sydney (saison 3, épisode 6)
- 2014 : The Americans : Lucia (saison 2, 4 épisodes)
- 2014-2018 : Young & Hungry : Sofia Rodriguez (principale)
- 2015-2016 : Blindspot : Ana Montes (saison 1, 2 épisodes)
- 2016-2020 : Elena d'Avalor (Elena of Avalor) : la princesse Elena Castillo Flores (voix - principale)
- 2016 : MacGyver : Cindy (saison 1, épisode 8)
- 2017 : American Horror Story: Cult : la fille du pique-nique (épisode 1)
- 2018-2020 : She-Ra et les Princesses au pouvoir (She-Ra and the Princesses of Power) : Adora / She-Ra (voix - principale)
- 2021 : Maid : Danielle (mini-série)